# Свидетель (фильм, 1981)
«Свидетель» (англ. Eyewitness; другое название — «Очевидец») — американский триллер 1981 года режиссёра Питера Йетса. В главных ролях Уильям Хёрт, Сигурни Уивер и Кристофер Пламмер.

## Сюжет
Нью-Йоркский офисный уборщик Дэррил Дивер (Уильям Хёрт) является страстным поклонником ведущей теленовостей Тони (Сигурни Уивер). Однажды в одном из офисов он обнаруживает тело состоятельного политика, эмигранта из Южного Вьетнама. Дэррил притворяется, что был свидетелем убийства, только чтобы познакомиться с Тони, и между ними начинается роман. Их поведение убеждает знакомых убитого в том, что Дивер что-то знает, и они пытаются похитить их обоих.
Жених Тони — эмигрантки из России Антонии Соколовой — Джозеф, помогающий евреям с помощью денег переехать из СССР в Израиль, признаётся её родителям в том, что убил политика, так как он просил слишком много денег за помощь в вывозе евреев, и говорит о том, что надо убить и возможного свидетеля — Дивера. Он пытается его убить, однако Тони и Дивер увидели его лицо.
Для того чтобы договориться, отец Тони назначает им всем встречу в своём доме, после чего Джозеф, притворившись отцом Тони, звонит Диверу и переносит встречу в заброшенный дом-ферму, где вместе со своей напарницей-киллером устраивает ему засаду. Однако его план терпит крах. Напарница уходит с места перестрелки после приезда полиции. При попытке достать второй пистолет полицейский убивает Джозефа. Тони с Дэррилом получают шанс на воссоединение.

## В ролях
| Актёр             | Роль               |
| ----------------- | ------------------ |
| Уильям Хёрт       | Дэррил Дивер       |
| Сигурни Уивер     | Тони Соколов       |
| Кристофер Пламмер | Джозеф             |
| Джеймс Вудс       | Алдо Мерсер        |
| Стивен Хилл       | лейтенант Джейкобс |
| Морган Фримен     | лейтенант Блэк     |
| Памела Рид        | Линда              |
| Айрини Уорт       | миссис Соколов     |
| Кеннет Макмиллан  | мистер Дивер       |

## Критика
Кинокритик Роджер Эберт отметил, что «развитие и решение тайны убийства профессионально обрабатываются Йетсом и его сценаристом, Стивом Тесичем (который также написал „Уходя в отрыв“). В финальной перестрелке в конюшне Мидтауна чувствуется Хичкок; старый мастер всегда любил смешивать насилие с абсолютно неправильными установками. Но то, что делает этот фильм настолько интересным, — как Йейтс и Тесич и их характеры идут против наших ожиданий». Винсент Кэнби из «The New York Times», заметив, что в фильме присутствуют элементы от Хичкока, сказал: «Держитесь подальше от „Свидетеля“, тщательная восхитительная, но далеко не благовидная таинственная мелодрама, работающая исключительно на высоком духе и без излишнего интеллекта, которая никогда не отвлекается на связь с нами». Критики Фредерик и Мэри Энн Брускат сказали, что яркие и своеобразные характеры, населяющие «Свидетеля», занимают наш интерес и всё внимание. Грамотный сценарий Стива Тесича «является одновременно остроумным и выявляющим; он постоянно держит нас в напряжении и не позволяет нам ни к кому привязаться. Драматический фейерверк в конце фильма режиссёра Питер Йетса даёт ему шанс снова сделать свой „Буллит“. И он делает это хорошо. „Свидетель“ является тщательным увлекательным триллером. Но настоящий саспенс, который Тесич и Йетс так эффективно сделали, — это тайна личных отношений. Те же гуманистические качества, как в „Уходя в отрыв“, особенно здесь очевидны. И роли Уильяма Хёрта, Сигурни Уивер и Джеймса Вудса являются выдающимися».